# Hpa-An
Hpa-An o Pa-An (birmano: ဘားအံမြို့; MLCTS: bha: am mrui. [pʰə ʔàɴ mjo̰]) es la capital del estado de Kayin, en Birmania.
La población de Hpa-An en 2015 es de 75 141 habitantes. La mayoría de la población es de etnia karen.
Se sitúa sobre el curso bajo del río Salween, unos kilómetros antes de su desembocadura en el mar de Andamán.

## Clima
Hpa-An tiene un clima de monzón tropical (clasificación climática de Köppen Am). Las temperaturas son muy cálidas durante el año, a pesar de que las temperaturas máximas bajan un poco en la estación de monzón debido a las fuertes lluvia y nublados. Hay un invierno de estación seca (noviembre-april) y un verano de estación húmeda (mayo–octubre). Caen lluvias torrenciales de junio a agosto, con unos 1100 milímetros cayendo solo en el mes de agosto.
| Parámetros climáticos promedio de Hpa-An | Parámetros climáticos promedio de Hpa-An | Parámetros climáticos promedio de Hpa-An | Parámetros climáticos promedio de Hpa-An | Parámetros climáticos promedio de Hpa-An | Parámetros climáticos promedio de Hpa-An | Parámetros climáticos promedio de Hpa-An | Parámetros climáticos promedio de Hpa-An | Parámetros climáticos promedio de Hpa-An | Parámetros climáticos promedio de Hpa-An | Parámetros climáticos promedio de Hpa-An | Parámetros climáticos promedio de Hpa-An | Parámetros climáticos promedio de Hpa-An | Parámetros climáticos promedio de Hpa-An |
| Mes                                      | Ene.                                     | Feb.                                     | Mar.                                     | Abr.                                     | May.                                     | Jun.                                     | Jul.                                     | Ago.                                     | Sep.                                     | Oct.                                     | Nov.                                     | Dic.                                     | Anual                                    |
| ---------------------------------------- | ---------------------------------------- | ---------------------------------------- | ---------------------------------------- | ---------------------------------------- | ---------------------------------------- | ---------------------------------------- | ---------------------------------------- | ---------------------------------------- | ---------------------------------------- | ---------------------------------------- | ---------------------------------------- | ---------------------------------------- | ---------------------------------------- |
| Temp. máx. media (°C)                    | 30.5                                     | 31.9                                     | 33.4                                     | 33.7                                     | 31.3                                     | 28.6                                     | 27.9                                     | 27.6                                     | 28.4                                     | 30.9                                     | 31.3                                     | 31.2                                     | 30.6                                     |
| Temp. mín. media (°C)                    | 17.8                                     | 18.9                                     | 21.9                                     | 24.5                                     | 24.5                                     | 23.7                                     | 23.3                                     | 23.4                                     | 23.6                                     | 23.5                                     | 21.6                                     | 18.7                                     | 22.1                                     |
| Precipitación total (mm)                 | 4                                        | 5                                        | 6                                        | 42                                       | 412                                      | 875                                      | 1043                                     | 1134                                     | 578                                      | 208                                      | 30                                       | 8                                        | 4345                                     |
| Fuente: NOAA (1961-1990)                 |                                          |                                          |                                          |                                          |                                          |                                          |                                          |                                          |                                          |                                          |                                          |                                          |                                          |

## Demografía
La localidad ha tenido la siguiente evolución demográfica:
- 1953: 4100 habitantes
- 1983: 41 500 habitantes
- 2015: 75 141 habitantes

## Educación
Es localidad universitaria con centros universitarios de informática, tecnología, educación y enfermería.

## Cultura

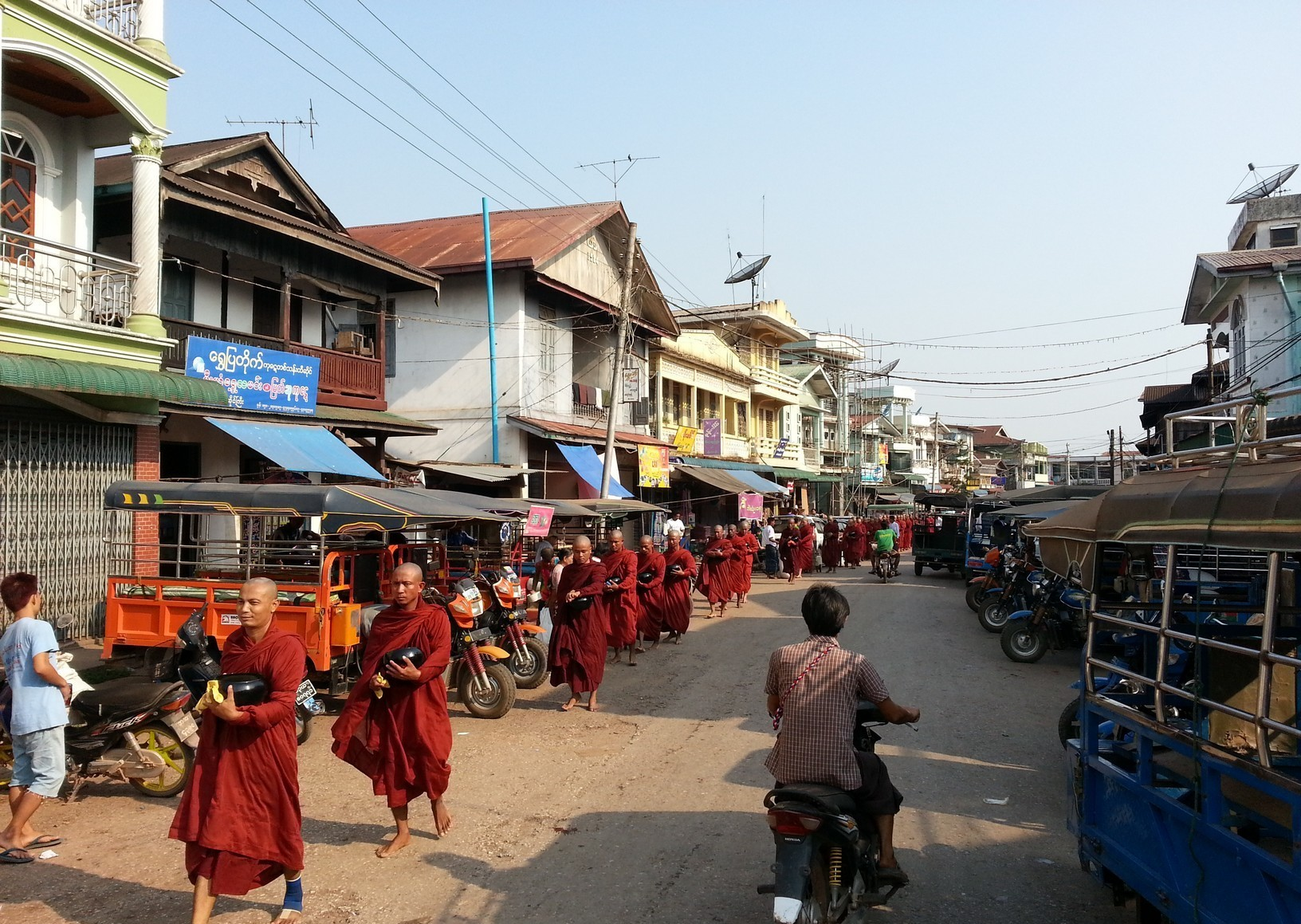
Monjes locales

La mayoría de residentes practican el budismo Theravada, seguidos por cristianos baptistas, anglicanos y católicos.
El museo cultural estatal de Kayin está localizado en Hpa-Un. Son zonas de visita turística el cerro Zwegabin, el monasterio de Kyaukkalatt y la cueva de Kawtgon.

## Deporte
Juega en la localidad el Zwegapin United Football Club, equipo de fútbol fundado en 2010. Compite en la Liga Nacional de Birmania.
En la cueva de Bayint Nyi se ha desarrollado desde 2015 una zona de escalada.